# Maria Antonietta - Regina di un solo amore
Maria Antonietta - Regina di un solo amore è un film televisivo del 1989 diretto da Caroline Huppert. Fa parte della serie TV Il corpo di Marianna - Storie d'amore nella Rivoluzione Francese.